# 管達
管達（1444年—？），字升逵，江西吉安府安福縣人，軍籍，明朝政治人物。進士出身。

## 生平
早年出身國子生，舉江西鄉試第三十一名。成化十一年（1475年）乙未科會試第一百三十七名，殿試登進士第二甲第九十四名。

## 家族
曾祖父管子恂。祖父管穀汝。父亲管驥。